# Polystachya victoriae
Polystachya victoriae là một loài thực vật thuộc họ Orchidaceae. Loài này có ở Cameroon và Gabon. Môi trường sống tự nhiên của chúng là rừng khô nhiệt đới hoặc cận nhiệt đới. Chúng hiện đang bị đe dọa vì mất môi trường sống.